# Qualificazioni al campionato europeo maschile di pallamano 2018

## Prima fase

### Fasce
Il sorteggio per il primo turno di qualificazione ha avuto luogo il 22 luglio 2014 a Vienna, Austria. Le squadre prime nei gironi si qualificano per i playoff.
| Pot 1                  | Pot 2                     | Pot 3                |
| ---------------------- | ------------------------- | -------------------- |
| Grecia Estonia Romania | Italia Belgio Lussemburgo | Cipro Georgia Kosovo |

#### Girone 1

##### Classifica
| Pos | Squadra | G | V | N | P | GF  | GS  | DG  | Pt | Qualificazione                |
| --- | ------- | - | - | - | - | --- | --- | --- | -- | ----------------------------- |
| 1   | Belgio  | 4 | 3 | 0 | 1 | 111 | 91  | +20 | 6  | Qualificato alla seconda fase |
| 2   | GRC     | 0 | 0 | 0 | 0 | 0   | 0   | 0   | 0  |                               |
| 3   | Cipro   | 4 | 0 | 0 | 4 | 79  | 106 | −27 | 0  |                               |

##### Risultati
| Arbitri: | Jović Arnautović |

|                 |           |           |
| Papadopoulos 10 | Marcatori | Argyrou 8 |

| Arbitri: | Nabokau Kulik |

|           |           |                |
| Argyrou 7 | Marcatori | Papadopoulos 4 |

| Arbitri: | Cindrić Gonzurek |

|            |           |               |
| Argyrou 10 | Marcatori | Valkenborgh 7 |

| Arbitri: | Wills Colin |

|               |           |             |
| D. Kedziora 7 | Marcatori | Nikiforou 4 |

| Arbitri: | Vešović Mitrović |

|                      |           |                |
| Kedziora, De Beule 6 | Marcatori | Papadopoulos 8 |

| Arbitri: | Martins |

|            |           |            |
| Tzoufras 8 | Marcatori | Kedziora 5 |

#### Girone 2

##### Classifica
| Pos | Squadra     | G | V | N | P | GF  | GS  | DG | Pt | Qualificazione                |
| --- | ----------- | - | - | - | - | --- | --- | -- | -- | ----------------------------- |
| 1   | Lussemburgo | 4 | 2 | 0 | 2 | 100 | 94  | +6 | 4  | Qualificato alla seconda fase |
| 2   | Estonia     | 4 | 2 | 0 | 2 | 112 | 110 | +2 | 4  |                               |
| 3   | Georgia     | 4 | 2 | 0 | 2 | 92  | 100 | −8 | 4  |                               |

##### Risultati
| Arbitri: | Aliyev Aghakishiyev |

|                   |           |          |
| Järve, Pinnonen 5 | Marcatori | Rusia 10 |

| Arbitri: | Argyridis Mouttas |

|         |           |            |
| Rusia 8 | Marcatori | Pinnonen 7 |

| Arbitri: | Nabokau Kulik |

|             |           |        |
| Chanturia 7 | Marcatori | Meis 4 |

| Arbitri: | Azemi Beqiri |

|            |           |                 |
| Hoffmann 7 | Marcatori | Tsitelishvili 8 |

| Arbitri: | Jović Arnautović |

|           |           |               |
| Bardina 6 | Marcatori | 3 giocatori 5 |

| Arbitri: | Samuelsen Guðjónsson |

|            |           |           |
| Jaanimaa 8 | Marcatori | Bardina 8 |

#### Girone 3

##### Classifica
| Pos | Squadra | G | V | N | P | GF  | GS  | DG  | Pt | Qualificazione                |
| --- | ------- | - | - | - | - | --- | --- | --- | -- | ----------------------------- |
| 1   | Romania | 4 | 4 | 0 | 0 | 138 | 87  | +51 | 8  | Qualificato alla seconda fase |
| 2   | Italia  | 4 | 2 | 0 | 2 | 111 | 120 | −9  | 4  |                               |
| 3   | Kosovo  | 4 | 0 | 0 | 4 | 88  | 130 | −42 | 0  |                               |

##### Risultati
| Arbitri: | Mertinian Syrepisios |

|              |           |         |
| Stavrositu 6 | Marcatori | Hoxha 8 |

| Arbitri: | Dvorský Karlubík |

|         |           |           |
| Dedaj 4 | Marcatori | Ghionea 8 |

| Arbitri: | Sirbu Suponicov |

|           |           |            |
| Kabashi 8 | Marcatori | Turković 8 |

| Arbitri: | Jerlecki Labun |

|             |           |               |
| Turković 11 | Marcatori | 3 giocatori 5 |

| Arbitri: | Boričić Marković |

|          |           |          |
| Maione 7 | Marcatori | Novanc 8 |

| Arbitri: | Bounouara Sami |

|             |           |            |
| Csepreghi 8 | Marcatori | Turković 4 |

## Playoff
Il sorterggio per i playoff si è tenuto il 23 giugno 2015 nella sede dell'EHF a Vienna, Austria. Le vincenti accedono alla seconda fase di qualificazione.
| Squadra 1   | Totale | Squadra 2 | Andata | Ritorno |
| ----------- | ------ | --------- | ------ | ------- |
| Lussemburgo | 52–55  | Finlandia | 23–28  | 29–27   |
| Israele     | 48–62  | Romania   | 27–30  | 21–32   |
| Turchia     | 50–66  | Belgio    | 28–37  | 22–29   |

| Arbitri: | Samuelsen Guðjónsson |

|               |           |             |
| 3 giocatori 4 | Marcatori | Tamminen 11 |

| Arbitri: | Barysas Petrušis |

|             |           |          |
| Tamminen 11 | Marcatori | Müller 9 |

| Arbitri: | Rutkovskis Dzērve |

|             |           |           |
| Tutkenitz 6 | Marcatori | Ghionea 6 |

| Arbitri: | Cvetko Kavalar |

|               |           |             |
| 4 giocatori 4 | Marcatori | Tutkenitz 5 |

| Arbitri: | Brodbeck Reich |

|        |           |                |
| Döne 7 | Marcatori | D. Kedziora 13 |

| Arbitri: | Hájek Macho |

|                            |           |           |
| B. Kedziora, D. Kedziora 5 | Marcatori | Özbahar 9 |